# 普萊森特里奇 (阿拉巴馬州)
普萊森特里奇（英語：Pleasant Ridge）是一個位於美國阿拉巴馬州格林縣的非建制地區。該地的面積和人口皆未知。

## 地理
普萊森特里奇的座標為33°00′51″N 88°05′01″W / 33.01416°N 88.08361°W，而該地最高點為海拔高度93米（即305英尺）。